# Партия зелёных (Чехия)

Флаг партии

Партия зелёных (чеш. Strana zelených) — чешская политическая партия, которая декларирует свою принадлежность к зелёной и социал-либеральной политике. В прошлом имела своих представителей в нижней палате и верхней палате парламента. Партия также поддерживает Глобальную хартию зелёных и хартию Европейских зелёных.

## Политическая ориентация

### Идеологическая ориентация
По нескольким экономическим вопросам, взгляды партии может назвать либеральными (небольшое сокращение общей налоговой квоты за счет сокращения прямых налогов и частичное снижение расходов на социальное страхование, упрощение и оптимизация государственного аппарата). По другим же вопросам, взгляды более левые (поддержка введения прогрессивного налогооблажения, большая роль государства в регулировании деятельности, наносящей ущерб окружающей среде и продвижения устойчивого развития). Председатель партии Мартин Бурсик, перед выборами в 2006 году, заявил что: «Мы не правые и не левые, а зеленые».
Однако после того, как партия присоединились к правоцентристскому правительству Мирка Тополанка (в которое входили ODS и KDU-ČSL), включение партии в правый спектр стало предметом растущих споров внутри партии, кульминацией которых стал съезд в сентябре 2008 года. После избрания Ондржея Лишки председателем партии в декабре 2009 года и особенно после избрания Матея Стропницкого в январе 2016 года, партия явно перешла к левоцентристской политике, типичной для большинства европейских зеленых партий.

### Связи с НПО/НКО
Партия тесно сотрудничает с неправительственными и некоммерческими организациями (которые в основном сосредоточены на охране природы, защите климата, прав человека и прав потребителей) многие члены приходят из некоммерческих организаций, а некоторые беспартийные кандидаты являются активными членами некоммерческих организаций. Партия также активно сотрудничает с некоммерческими организациями при подготовке своей предвыборной программы. Этот факт иногда используют противники партии, к приписывании всей деятельности, осуществляемой некоммерческими экологическими организациями к партии, независимо от того, отождествляет ли партия такую деятельность или нет.

## История

### Основание (1989—2002)
В начале лета 1989 года в городе Вимперке, прошла встреча экологических активистов, перед которыми выступил депутат бундестага от немецких зелёных Милан Горачек, а также эколог и подписант Хартии-77 Иван Деймал. Ранее различные экологические сообщества и объединения объединились в Экологическую ассоциацию, которое планировало постепенно трансформироваться в Чехословакую партию зелёных. По информации нескольких источников, создание партии до ноября 1989 года, было сорвано сотрудниками службы государственной безопасности.
Партия была основана во время Бархатной революции 9 декабря 1989 года, официально же она была зарегистрирована 3 февраля 1990 года, учредительный съезд партии прошёл 17 февраля 1990 года в Брно. На съезде были созданы три блока (чешский, моравский и словацкий), позже был создан и пражский блок.
В первых свободных парламентских выборах в июне 1990 года партия не смогла преодолеть 5 % барьер для прохождения в парламент. Осенью этого же года, партия потерпела неудачу на муниципальных выборах, за исключением в Усти-над-Лабем, где её кандидаты, которые шли совместно с OF и Хартией демократического соглашения. Блок получил 45 % голосов, а члены партии зелёных получили пост заместителя мэра города, пост старосты в районе Нештемице и пост заместителя старосты в районе Усти-над-Лабем-город. В Праге, партия заняла третье место (после OF и КПЧ) и получила 9 мандатов в городском совете.
На парламентских выборах в июне 1992 года партия заключила коалицию с Земледельческой партией (чеш. Zemědělská strana) и Чехословацкой социалистической партией (чеш. Československá strana socialistická), которая была названа Либерально-социальным союзом. В рамках коалиции, партия зелёных получила 3 мандата в Федеральном собрании и 3 мандата в чешской национальной палате. Однако уже в ноябре 1993 года, национальный комитет партии проголосовал за выход партии из коалиции.
На партийном съезде в сентябре 1992 года и в декабре 1994 года, председателем партии был избран депутат Ярослав Влчек, однако в октябре 1995 года, он вместе с двумя своими заместителями, ушел в отставку и перешёл в ČSSD. Вместе с ними, из партии вышла большая часть членов. Новым председателем партии был избран Эмиль Земан, который пробыл на этом посту до 1999 года.
На парламентских выборах в июне 1996 года, партия не смогла принять участие из-за не заплаченного залога. На парламентских выборах в июне 1998 года, партия получила 1,12 % голосов избирателей. На парламентских выборах в июне 2002 года, партия получила 2,36 % голосов избирателей.

### «Тёмно-зелёный переворот» (2002—2006)

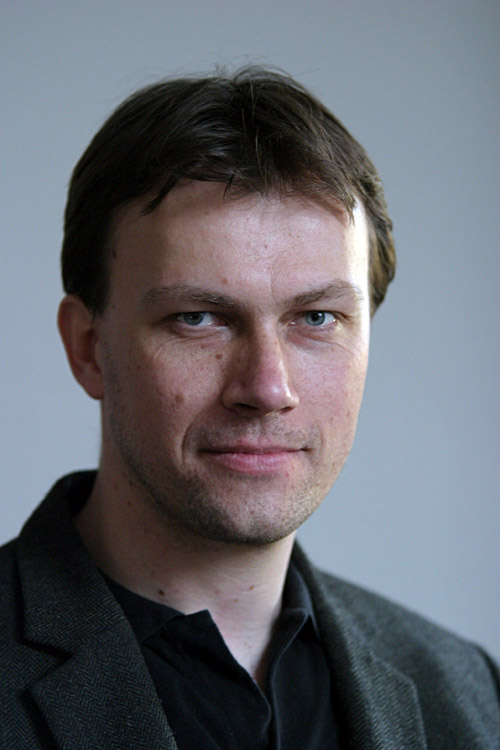
Председатель Ян Беранек

На парламентских выборах в июне 2002 года, партия получила 2,36 % голосов избирателей, в том числе благодаря неправительственным экологическим организациям, такие как например Брандиский форум (чеш. Brandýský fórum). Вскоре стало ясно, что руководство партии намерено выплатить большую часть государственного финансирования за голоса на выборах, главному менеджеру партии, который профинансировал большую часть избирательной кампании за счет собственных средств. После этого, экологический активист и главный редактор чешской Литературной газеты Якуб Паточка объявил о проведении акции «Зеленые пятьдесят», позже ставшее известной как «Темно-зеленый вызов». Целью акции, стало вступление множества людей из экологических инициатив в партию зелёных, чтобы изменить политический стиль и направление партии. Количество членов партии за год утроилось, с 250 до 750, и в партии появилось множество чешских знаменитостей, такие как: Петр Уль, Иван Деймал, Карел Йех, Федор Гал и другие. В апреле 2003 года, на внеочередном съезде партии, новым председателем был избран инициатор «революции» Ян Беранек. Новое руководство партии вело переговоры с бывшим министром окружающей среды в правительстве Тошовского Мартином Бурсиком, чтобы он стал лидером партии на первых чешских выборах в Европейский парламент в 2004 году. Однако прийти к соглашению не удалось, и тогда лидером на выборах стал Ян Паточка. Партия получила на выборах в Европейский парламент 3,16 % голосов избирателей и не смогла преодолеть 5 % барьер для получения мандатов.

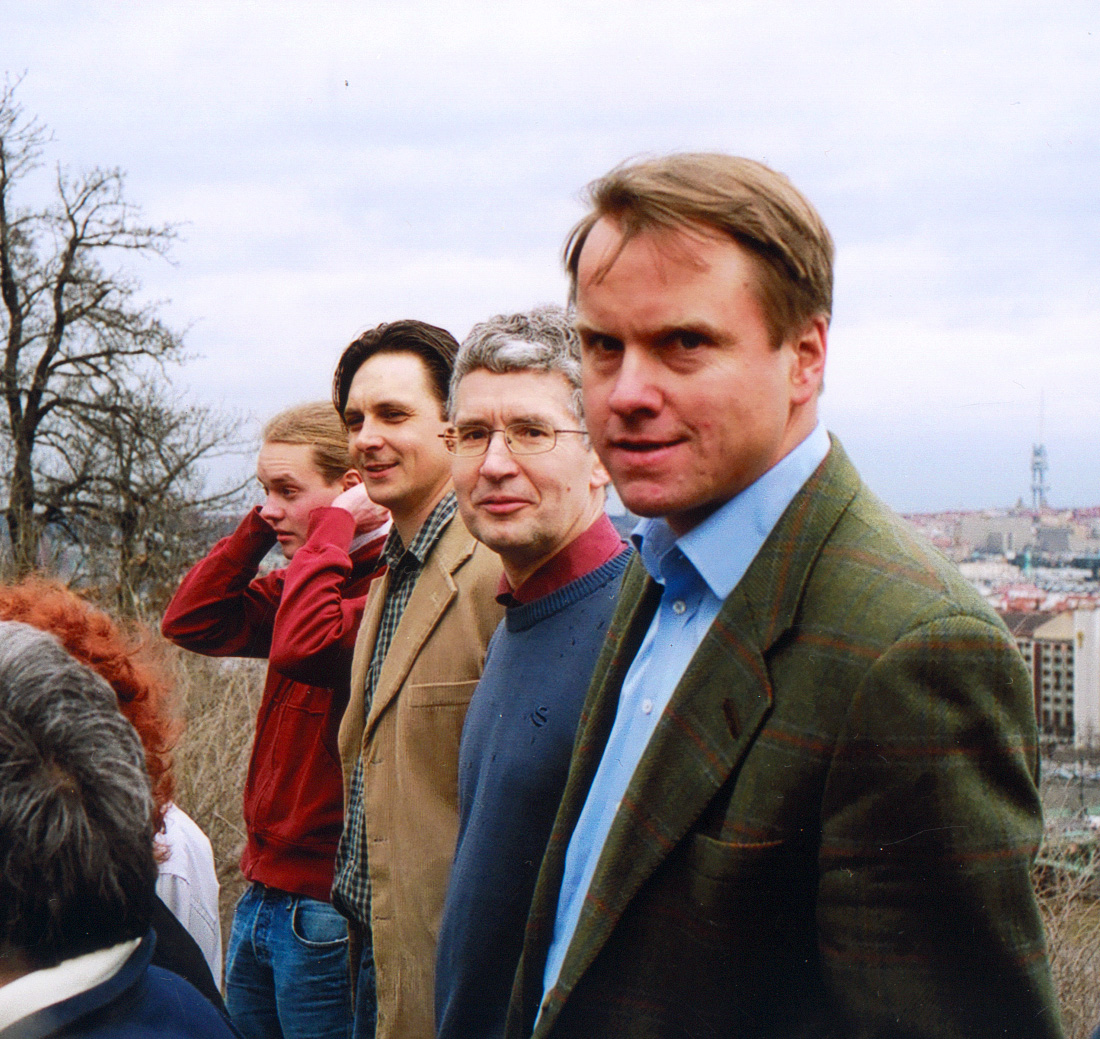
Председатель Мартин Бурсик и другие члены партии в 2006 году

В партии постепенно сформировались две противостоящие фракции: сторонники председателя Беранека и его противники, которые обвинили руководство партии в авторитарных и сектантских практиках и раскритиковали радикализм политической программы Паточка «Видение экологической демократии» (чеш. Vize ekologické demokracie). В конце ноября, фракция противников председателя Беранека, издала «Декларацию демократов в Партии зелёных» и «Обзор некоторых нарушений уставов и демократических процедур в Партии зелёных». Руководство партии отвергло эту критику и назвала её необоснованной. В начале 2004 года некоторые из подписавших «Декларацию демократов», учредили открытую платформу Партии зеленых для демократизации внутрипартийной жизни, которую формально распустили перед съездом партии.
В сентябре 2004 года, председатель партии Ян Беранек, вновь смог переизбраться на посту председателя партии. Внутрипартийная оппозиция же сплотилась вокруг фигуры Мартина Бурсика. На внеочередном съезде партии в сентябре 2005 года, Ян Беранек больше не пытался избраться на пост председателя и новым председателем партии был избран Мартин Бурсик. После этого несколько десятков сторонников Беранека и Паточка вышли из партии и в конце 2005 года сформировали политическое движение «Зеленые», которое, однако, мало участвовало в политической жизни страны и было распущено в январе 2017 года. Съезд также постановил, что партия будет участвовать в предстоящих парламентских выборах самостоятельно и не пойдут в коалицию с либеральными партиями, как предлагал Беранек.

### Выборы 2006 года
В середине февраля 2006 года, предвыборные опросы начали показывать, что партия достигла 5 % для преодоления барьера при прохождении в нижнюю палату парламента. Это событие вызвало широкий интерес к партии, среди средств массовой информации и увеличение поддержки со стороны неопределившихся избирателей. В апреле большинство опросов общественного мнения показывали что за партию готовы проголосовать от 10 % до 11 % избирателей. Председатель Бурсик заявил, что целью партии должно быть получение двузначного результата на выборах.
В мае 2006 года, бывший президент Вацлав Гавел поддержал партию зелёных и конкретно кандидатов в Среднечешском крае Матея Стропницкого и Даниэлу Матейкову. Также он поддержал пражских лидеров Бурсика и Катержину Жак.
На парламентских выборах в июне 2006 года, партия получила 6,29 % голосов избирателей, что позволило ей пройти в парламент и это стало самым лучшим результатом партии на парламентских выборах с момента её основания.

### Участие в правительстве Мирека Тополанка (2006—2009)
После того, как первое правительство Мирека Тополанка не смогло получить доверие парламента, президент Вацлав Клаус, вновь поручил Тополанку сформировать правительство, в которое уже были приглашены представители KDU-ČSL и Партии зелёных. 28 декабря, было подписано коалиционное соглашение, по которому председатель партии Мартин Бурсик в новом правительстве должен был стать министром окружающей среды, Джамиля Стехликова министром по правам человека и меньшинств, а беспартийный Карел Шварценберг министром иностранных дел. Новое правительство было назначено президентом 8 января 2007 года.

#### Внутрипартийный конфликт
После вступления партии в правоцентристское правительство Мирека Тополанка в партии начали сформировываться две фракции — фракция поддержки этого решения (Зелёные либералы) и противники (Левые). Те, кто поддерживал участие в правительстве, аргументировали это тем, что благодаря участию в правительстве, программа партии будет реализована лучше, чем если бы партия находилась в оппозиции с 6 депутатами. Критики же, напротив заявляли, что программа партии зелёных, лучше бы воплотилась, если бы партия поддержала правительство ČSSD. Конфликт обострился и в парламентской фракции партии зелёных, разделив фракцию пополам.
Фракции также разделились из-за спора о разделении власти внутри партии. Фракция председателя Бурсика хотела ограничить роль и полномочия республиканского совета партии, который долгое время функционировал наряду с президиумом партии в качестве второго центра власти. Они предложили преобразовать совет на подобии исполнительного комитета ODS или центральный исполнительный комитет ČSSD, и отменить прямые выборы части членов съездом партии. Напротив, другая сторона потребовала, чтобы существующий объём внутрипартийной демократии был сохранен и, при необходимости, усилен коллективным председательством партии.

## Результаты на выборах

### Выборы в Чехословакии (1990—1992)

#### Палата народа Федерального собрания
| Год  | Голоса       | Голоса       | Мандаты    | Мандаты | Правительство |
| Год  | Количество   | %            | Количество | ±       | Правительство |
| ---- | ------------ | ------------ | ---------- | ------- | ------------- |
| 1990 | 224 432      | 3,1          | 0 из 150   | ▼2      | Не прошли     |
| 1992 | в рамках LSU | в рамках LSU | 2 из 150   | ▲2      | Оппозиция     |

#### Палата наций Федерального собрания
| Год  | Голоса       | Голоса       | Мандаты    | Мандаты | Правительство |
| Год  | Количество   | %            | Количество | ±       | Правительство |
| ---- | ------------ | ------------ | ---------- | ------- | ------------- |
| 1990 | 248 944      | 3,4          | 0 из 150   |         | Не прошли     |
| 1992 | в рамках LSU | в рамках LSU | 1 из 150   | ▲1      | Оппозиция     |

#### Выборы вЧешский национальный совет

Результаты выборов LSU в 1992 году.

| Год  | Голоса       | Голоса       | Мандаты    | Мандаты | Правительство |
| Год  | Количество   | %            | Количество | ±       | Правительство |
| ---- | ------------ | ------------ | ---------- | ------- | ------------- |
| 1990 | 295 844      | 4,1          | 0 из 150   |         | Не прошли     |
| 1992 | в рамках LSU | в рамках LSU | 3 из 150   | ▲3      | Оппозиция     |

### Выборы в Чешской Республике

#### Выборы вПалату депутатов Парламента Чешской Республики

Результаты на выборах в 2006 году

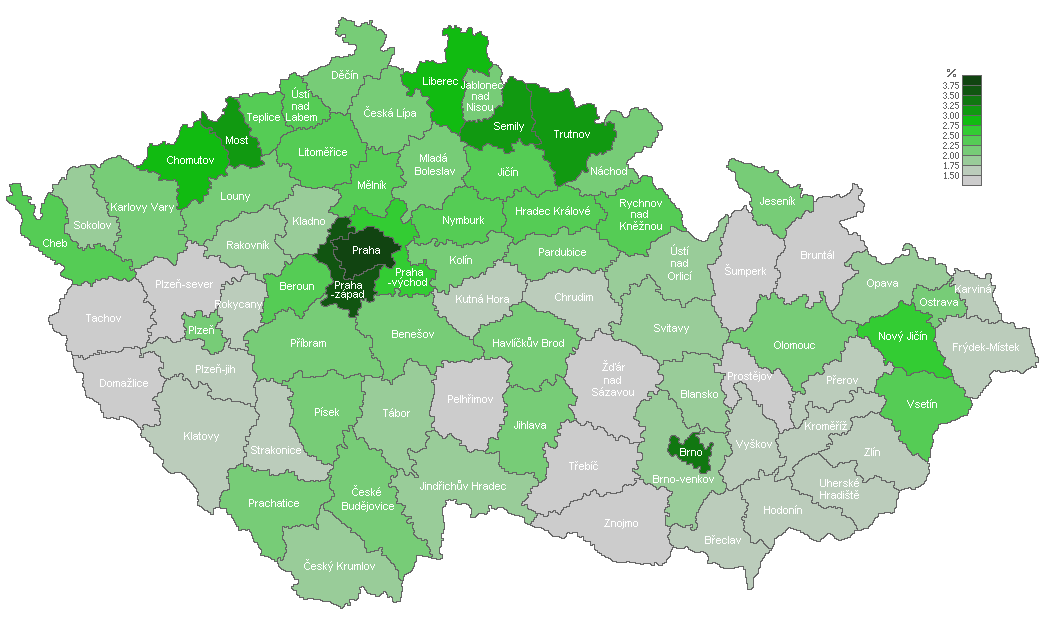
Результаты на выборах в 2010 году

| Год  | Голоса         | Голоса         | Мандаты    | Мандаты | Правительство |
| Год  | Количество     | %              | Количество | ±       | Правительство |
| ---- | -------------- | -------------- | ---------- | ------- | ------------- |
| 1996 | Не участвовали | Не участвовали | 0 из 200   | ▼3      | Не прошли     |
| 1998 | 67 143         | 1,12           | 0 из 200   | ▬       | Не прошли     |
| 2002 | 112 929        | 2,36           | 0 из 200   | ▬       | Не прошли     |
| 2006 | 336 487        | 6,29           | 6 из 200   | ▲6      | Да            |
| 2010 | 127 831        | 2,44           | 0 из 200   | ▼6      | Не прошли     |
| 2013 | 159 025        | 3,19           | 0 из 200   | ▬       | Не прошли     |
| 2017 | 74 335         | 1,46           | 0 из 200   | ▬       | Не прошли     |
| 2021 | 53 343         | 0,99           | 0 из 200   | ▬       | Не прошли     |

#### Выборы вСенат Чехии
| Год  | Первый тур | Первый тур | Второй тур | Второй тур | Мандаты | Мест в Сенате | +/- |
| Год  | Голоса     | %          | Голоса     | %          | Мандаты | Мест в Сенате | +/- |
| ---- | ---------- | ---------- | ---------- | ---------- | ------- | ------------- | --- |
| 1996 | 21 146     | 0,8        |            |            | 0 из 81 | 0 из 81       | ▬   |
| 1998 | 7 803      | 0,8        |            |            | 0 из 27 | 0 из 81       | ▬   |
| 2000 | 850        | 0,1        |            |            | 0 из 27 | 0 из 81       | ▬   |
| 2002 | 2 639      | 0,4        |            |            | 0 из 27 | 0 из 81       | ▬   |
| 2004 | 7 137      | 1,0        | 13 296     | 2,8        | 1 из 27 | 1 из 81       | ▲1  |
| 2006 | 50 508     | 4,7        | 8 044      | 1,4        | 0 из 27 | 1 из 81       | ▬   |
| 2007 | 1 101      | 10,1       |            |            | 0 из 1  | 1 из 81       | ▬   |
| 2008 | 41 836     | 4,0        |            |            | 0 из 27 | 0 из 81       | ▬   |
| 2010 | 10 473     | 0,9        |            |            | 0 из 27 | 0 из 81       | ▼1  |
| 2012 | 18 391     | 2,1        | 10 756     | 2,1        | 1 из 27 | 0 из 81       | ▲1  |
| 2014 | 2 092      | 15,8       | 4 664      | 50,9       | 1 из 1  | 2 из 81       | ▲1  |
| 2014 | 37 078     | 3,6        | 22 275     | 4,7        | 2 из 27 | 4 из 81       | ▲2  |
| 2016 | 18 798     | 2,1        | 12 565     | 3,0        | 1 из 27 | 4 из 81       | ▬   |
| 2018 | 1 818      | 0,2        |            |            | 0 из 27 | 3 из 81       | ▼1  |
| 2020 | 11 315     | 1,1        | 8 085      | 1,8        | 0 из 81 | 1 из 81       | ▼2  |
| 2022 | 8 828      | 0,8        |            |            | 0 из 81 | 0 из 81       | ▼1  |

### Выборы вЕвропейский парламент
| Год  | Голоса                   | Голоса                   | Изменения                | Изменения                | Мандаты | +/-     |
| Год  | Голоса                   | %                        | Голоса                   | %                        | Мандаты | +/-     |
| ---- | ------------------------ | ------------------------ | ------------------------ | ------------------------ | ------- | ------- |
| 2004 | 73 932                   | 3,16                     | Впервые                  | Впервые                  | 0 из 24 | Впервые |
| 2009 | 48 621                   | 2,06                     | ▼ 25 311                 | ▼ 1,10                   | 0 из 22 | ▬       |
| 2014 | 57 240                   | 3,77                     | ▲ 8 979                  | ▲ 1,71                   | 0 из 21 | ▬       |
| 2019 | Коалиция с TOP 09 и STAN | Коалиция с TOP 09 и STAN | Коалиция с TOP 09 и STAN | Коалиция с TOP 09 и STAN | 0 из 21 | ▬       |
| 2024 | 46 127                   | 1,55                     |                          |                          | 0 из 21 | ▬       |

## Логотип партии

Логотип партии (2006-2017)
Логотип партии (2017-2022)
Логотип партии (2022)
- Логотип партии с 2022